# 8635 Yuriosipov
8635 Yuriosipov este un asteroid din centura principală de asteroizi.

## Descriere
8635 Yuriosipov este un asteroid din centura principală de asteroizi. A fost descoperit pe 13 august 1985 la Observatorul de Astrofizică din Crimeea de Nikolai Cernîh. El prezintă o orbită caracterizată de o semiaxă mare de 2,44 ua, o excentricitate de 0,17 și o înclinație de 3,9° în raport cu ecliptica.